# Illumination (анімаційна студія)
Illumination, відома до 2017 як Illumination Entertainment — американська кіностудія та анімаційна студія, заснована Крісом Меледандрей у 2007 році, що належить компанії Universal Studios і є підрозділом NBCUniversal (дочірньої компанії Comcast). Меледандрей займається продюсуванням, натомість Universal фінансує і забезпечує дистрибуцію усіх фільмів. Студія найвідоміша завдяки франшизі «Нікчемний Я» та продюсуванню фільмів «Секрети домашніх тварин» і «Співай». Посіпаки, персонажі серії фільмів «Нікчемний Я», є офіційними талісманами (маскотами) студії.
Найприбутковішими фільмами Illumination є «Посіпаки» 2015), що зібрав $1.159 млрд у світовому прокаті, «Нікчемний Я 3» (2017) із зібраними $1.034 млрд та «Нікчемний я 2» (2013), $970.8 млн. Усі три роботи ввійшли до списку 50 найкасовіших фільмів усіх часів, шість робіт студії наявні у списку 50 найкасовіших мультфільмів, у цьому ж переліку «Посіпаки» ввійшли до трійки найприбутковіших.

## Історія
Меледандрей покинув посаду президента компаній 20th Century Fox Animation і Blue Sky Studios на початку 2007 року. В той час він був супервайзером і виконавчим продюсером стрічок «Льодовиковий період» (2002), сиквелу «Льодовиковий період 2: Глобальне потепління» (2006), «Роботи» (2005) і «Хортон» (2008). Після відходу він засновує Illumination Entertainment. До 2008 року була оголошена угода про позиціонування Illumination Entertainment як підрозділу компанії NBCUniversal, що вироблятиме від одного до двох фільмів на рік, починаючи з 2010 року. Сторони узгодили, що «Illumination» забезпечує творчий контроль, а «Universal» займається прокатом стрічок. Протягом літа 2011 року Illumination став власником відділу анімації французької студії анімації та візуальних ефектів Mac Guff, що працював над «Нікчемний Я» (2010) і «Лоракс» (2012), та організував Illumination Mac Guff.
22 серпня 2016 року NBCUniversal придбала конкуруючу студію DreamWorks Animation і призначила керівником обох студій Меледандрей.

## Процес
Меледандрей вирішив керувати компанією, дотримуючись назьковартісної моделі, усвідомлюючи, що «суворий контроль за витратами та хороші анімаційні фільми не є взаємовиключними». У галузі, де витрати на фільми часто перевищують 100 мільйонів доларів, перші дві роботи компанії Illumination були завершені зі значно нижчими бюджетами, серед яких — «Нікчемний Я» з бюджетом 69 мільйонів доларів і «Гоп» з бюджетом 63 мільйони. Один із способів, яким компанія підтримує фінансову модель, полягає у використанні рентабельних методів анімації, які знижують витрати та час відтворення його комп'ютерної графіки.

### Креативна команда
На відміну від Діснеївських Walt Disney Animation Studios та Pixar, а також анімаційного підрозділу студії Warner Bros. Warner Animation Group, Illumination не надає перевагу методам «мозкового центру» або «студії кінорежисера», коли всі режисери, письменники і провідні художники-розкадровники студії дивляться проєкти один одного на регулярній основі і дають один одному дуже відверті «нотатки» (галузевий термін для конструктивної критики). Натомість компанія часто використовує однакове ядро творців, наприклад, режисерами «Нікчемний я» і «Нікчемний я 2» були П'єр Коффін та Кріс Ренод; Коффін продовжив працювати режисером у стрічках «Посіпаки» та «Нікчемний я 3» в той час як Ренод продовжив працю над «Лораксом» і «Секретами домашніх тварин». Сценаристи Сінко Пол і Кен Дауріо написали сценарії до перших чотирьох фільмів («Нікчемний я», «Гоп», «Лоракс», «Нікчемний я 2»), а також були залучені до написання «Секретів домашніх тварин» і «Нікчемний я 3». Браян Лінч створив сценарії для фільмів «Гоп», «Посіпаки» і «Секрети домашніх тварин».

## Проєкти
Перший фільм студії, «Нікчемний я», вийшов у світ 9 липня 2010 року і здобув приголомшливий успіх. Він зібрав бокс-офіс $56 мільйонів під час першого вікенду і сягнув надалі $251 мільйон в американському і $543 мільйони у світовому прокатах. Другою роботою Illumination був фільм з поєднанням живих акторів і комп'ютерної анімації «Гоп» (2011), що при бюджеті $37 мільйонів перевершив очікувані цифри, і зібрав $108 та $183 мільйони у американському і світовому прокатах відповідно. Кіноадаптація твору Доктора Сьюза «Лоракс», що дебютувала 2 березня 2012 року, заробила $70 мільйонів за перший вікенд і сягла цифри $214 мільйони в Америці та $348 мільйони у світі. Прем'єра першого сиквелу студії, «Нікчемний я 2», відбулася у Сполучених Штатах 3 липня 2013 року. Фільм зібрав $970 мільйонів у світовому прокаті, став другим за рахунком найкасовішим анімаційним фільмом 2013 року і побив рекорд як найприбутковіша стрічка компанії Universal Studios за 100-літню історію. Спін-оф фільму «Нікчемний я», що мав назву «Посіпаки», вийшов 10 липня 2015 року, і зібрав більше $1 мільярда в усьому світі.
8 липня 2016 року компанія презентувала анімаційну стрічку «Секрети домашніх тварин», режисерами якої стали Кріс Ренод і Ярроу Чейні. Фільм заробив $104 мільйони у перший вікенд і загалом $368 та $875 мільйонів у американському та світовому прокатах відповідно. Комедія «Співай», написана і створена під карівництвом Гарта Дженнінгса, з'явилась 21 грудня 2016 року. Це була перша стрічка студії, яка вийшла у світ напередодні Різдва. Бокс-офіс становив $56 мільйонів за перші 5 днів, і зріс до $270 мільйонів в Америці і $634 мільйонів у світі. Вона також тримає рекорд найкасовішої стрічки, що не зайняла першої сходинки під час прокату. 30 липня 2017 року вийшов фільм «Нікчемний я 3» який став другим фільмом студії, що зібрав більше $1 мільярда, і поставив рекорд кількості кінотеатрів, що здійснювали його показ — 4536 театрів на другий тиждень прокату. Другий фільм компанії Illumination, створений на основі творчого доробку Доктора Сьюза і адаптований Майклом Лесьюром «Грінч», вийшов 9 листопада 2018 року, режисерами стали Пітер Канделанд і Ярроу Чейні.
10 травня 2011 року Illumination оголосила про співпрацю з Universal Studios над 3D-симулятором Despicable Me: Minion Mayhem, що буде влаштований у тематичному парку Universal Parks; Resorts в Орландо, Голлівуді і Осаці. Відкриття симулятора відбулося 2 липня 2012 року в Орландо, 12 квітня 2014 у Голлівуді, і 21 квітня 2017 в японському місті Осака.

### Майбутні проєкти
У найближчому майбутньому заплановані стрічки Секрети домашніх тварин 2 та Співай 2. Список буде доповнений ще чотирма фільмами, які поки не мають назв, проте відомі їхні дати релізів: 2 липня 2021 року, 1 липня 2022 року, 21 грудня 2022 року і 30 червня 2023 року. В перспективі наявні й інші фільми, включно з «Нікчемний я 4» та анімаційним фільмом, базованим на франшизі Маріо у співпраці з Nintendo. У січні 2018 тогочасний президент Nintendo Тацумі Кімішіма заявив, що за добрих умов фільм «Маріо» може з'явитися у 2020 році. Під час зустрічі 31 січня 2018 року Nintendo анонсували, що вони працюють з Illumination над фільмом «Маріо», режисерами якого стануть Кріс Меледандрей та творець Маріо Шигеру Міямото. 6 листопада 2018 року Illumination оголосило про реліз фільму «Mario» до 2022 року. Також Illumination співпрацює з музикантом Фарреллом Вільямсом над оригінальним анімаційним фільмом, що буде «зроблений з нуля».

## Фільмографія

### Випущені фільми
| #  | Назва                         | Дата випуску     |
| -- | ----------------------------- | ---------------- |
| 1  | Нікчемний я                   | 9 липня 2010     |
| 2  | ГопS                          | 1 квітня 2011    |
| 3  | Лоракс                        | 2 березня 2012   |
| 4  | Нікчемний я 2                 | 3 липня 2013     |
| 5  | Посіпаки                      | 10 липня 2015    |
| 6  | Секрети домашніх тварин       | 8 липня 2016     |
| 7  | Співай                        | 21 грудня 2016   |
| 8  | Нікчемний я 3                 | 30 червня 2017   |
| 9  | Грінч                         | 9 листопада 2018 |
| 10 | Секрети домашніх тварин 2     | 7 червня 2019    |
| 11 | Співай 2                      | 22 грудня 2021   |
| 12 | Посіпаки: Становлення лиходія | 1 липня 2022     |
| 13 | Брати Супер Маріо в кіно      | 7 квітня 2023    |
| 14 | Переліт                       | 22 грудня 2023   |
| 15 | Нікчемний я 4                 | 9 червня 2024    |

↑ Поєднання живих акторів і анімації

### Майбутні фільми
| #  | Назва               | Дата випуску | Прим. |
| -- | ------------------- | ------------ | ----- |
| 16 | Посіпаки 3          | 2026         |       |
| 17 | Брати Супер Маріо 2 | 2026         |       |

### Короткий метр
| #  | Назва                       | Дата випуску      |
| -- | --------------------------- | ----------------- |
| 1  | Home Makeover               | 14 грудня 2010    |
| 2  | Orientation Day             | 14 грудня 2010    |
| 3  | Banana                      | 14 грудня 2010    |
| 4  | Brad & Gary                 | 2011              |
| 5  | Phil's Dance Party          | 23 березня 2012   |
| 6  | Despicable Me Minion Mayhem | 2 липня 2012      |
| 7  | Wagon Ho!                   | 7 серпня 2012     |
| 8  | Forces of Nature            | 7 серпня 2012     |
| 9  | Serenade                    | 7 серпня 2012     |
| 10 | Puppy                       | 10 грудня 2013    |
| 11 | Panic in the Mailroom       | 10 грудня 2013    |
| 12 | Training Wheels             | 10 грудня 2013    |
| 13 | Cro Minion                  | 8 грудня 2015     |
| 14 | Competition                 | 8 грудня 2015     |
| 15 | Binky Nelson Unpacified     | 8 грудня 2015     |
| 16 | Mower Minions               | 8 липня 2016      |
| 17 | Norman Television           | 6 грудня 2016     |
| 18 | Weenie                      | 6 грудня 2016     |
| 19 | Gunter Babysits             | 21 березня 2017   |
| 20 | Love at First Sight         | 21 березня 2017   |
| 21 | Eddie's Life Coach          | 21 березня 2017   |
| 22 | The Secret Life of Kyle     | 5 грудня 2017     |
| 23 | Yellow is the New Black     | 9 листопада 2018  |
| 24 | The Dog Days of Winter      | 26 листопада 2018 |
| 25 | Santa's Little Helpers      | 5 лютого 2019     |

## Франшизи
| Назва                   | Дата випуску |
| ----------------------- | ------------ |
| Нікчемний я             | 2010–дотепер |
| Секрети домашніх тварин | 2016–дотепер |
| Співай                  | 2016–дотепер |

## Нагороди

### Оскар
| Рік  | Фільм         | Категорія                                  | Переможець/Номінації                       | Результат |
| ---- | ------------- | ------------------------------------------ | ------------------------------------------ | --------- |
| 2013 | Нікчемний я 2 | Найкращий анімаційний повнометражний фільм | Кріс Ренод, П'єр Коффін & Кріс Меледандрей | Номінація |
| 2013 | Нікчемний я 2 | Найкраща пісня до фільму                   | «Happy» – Фаррелл Вільямс                  | Номінація |

### Золотий глобус
| Рік  | Фільм         | Категорія                   | Переможець/Номінації                                            | Результат |
| ---- | ------------- | --------------------------- | --------------------------------------------------------------- | --------- |
| 2010 | Нікчемний я   | Найкращий анімаційний фільм | Кріс Ренод і П'єр Коффін                                        | Номінація |
| 2013 | Нікчемний я 2 | Найкращий анімаційний фільм | Кріс Ренод і П'єр Коффін                                        | Номінація |
| 2016 | Співай        | Найкращий анімаційний фільм | Гарт Дженнінгс                                                  | Номінація |
| 2016 | Співай        | Найкраща пісня до фільму    | «Faith» — Раян Теддер, Стіві Вандер і Френсіс Фаревелл Старлайт | Номінація |

### Премія «Енні»
| Рік  | Фільм                   | Категорія                                                                        | Переможець/Номінації                                          | Result       |
| ---- | ----------------------- | -------------------------------------------------------------------------------- | ------------------------------------------------------------- | ------------ |
| 2010 | Нікчемний я             | Кращий анімаційний повнометражний фільм                                          | Кріс Меледандрей, Джанет Гелі і Джон Коген                    | Номінація    |
| 2010 | Нікчемний я             | Краще озвучення персонажа художнього фільму                                      | Стів Керелл                                                   | Номінація    |
| 2010 | Нікчемний я             | Кращий дизайн персонажа анімаційного фільму                                      | Картер Гудріч                                                 | Номінація    |
| 2010 | Нікчемний я             | Краща режисура художнього фільму                                                 | Кріс Ренод і П'єр Коффін                                      | Номінація    |
| 2010 | Нікчемний я             | Краща музика до художнього фільму                                                | Фаррелл Вільямс і Гейтор Перейра                              | Номінація    |
| 2010 | Нікчемний я             | Краща робота художника-постановника повнометражного фільму                       | Ярроу Чейні і Ерік Гіллон                                     | Номінація    |
| 2011 | Гоп                     | Анімація персонажа у живій дії                                                   | Ендрю Арнетт                                                  | Номінація    |
| 2012 | Лоракс                  | Дизайн персонажа повнометражного анімаційного фільму                             | Ерік Гіллон, Ярроу Чейні і Колін Стімпсон                     | Номінація    |
| 2012 | Лоракс                  | Музика до повнометражного анімаційного фільму                                    | Джон Павелл, Кен Дауріо і Сінко Пол                           | Номінація    |
| 2013 | Нікчемний я 2           | Найкращий анімаційний повнометражний фільм                                       | Кріс Меледандрей і Джанет Гелі                                | Номінація    |
| 2013 | Нікчемний я 2           | Найкраща анімаційна теле-/радіореклама                                           | Нікчемний я 2                                                 | Перемога     |
| 2013 | Нікчемний я 2           | Озвучення персонажа повнометражного фільму                                       | Стів Керелл                                                   | Номінація    |
| 2013 | Нікчемний я 2           | Озвучення персонажа повнометражного фільму                                       | Крістен Віг                                                   | Номінація    |
| 2013 | Нікчемний я 2           | Озвучення персонажа повнометражного фільму                                       | П'єр Коффін                                                   | Номінація    |
| 2013 | Нікчемний я 2           | Анімація персонажа повнометражного фільму                                        | Джонатан Дель Вал                                             | Номінація    |
| 2013 | Нікчемний я 2           | Дизайн персонажа анімаційного фільму                                             | Ерік Гіллон                                                   | Номінація    |
| 2013 | Нікчемний я 2           | Режисура художнього фільму                                                       | Кріс Ренод і П'єр Коффін                                      | Номінація    |
| 2013 | Нікчемний я 2           | Музика до художнього фільму                                                      | Фаррелл Вільямс і Гейтор Перейра                              | Номінація    |
| 2013 | Нікчемний я 2           | Постановка художнього фільму                                                     | Ярроу Чейні і Ерік Гіллон                                     | Номінація    |
| 2013 | Нікчемний я 2           | Кадрування анімаційного художнього фільму                                        | Ерік Фавела                                                   | Номінація    |
| 2015 | Посіпаки                | Видатні досягнення у розробці анімаційних ефектів в анімаційному кіновиробництві | Френк Барадат, Антонін Сейдокс, Міло Ріккаренд і Ніколас Брек | Номінація    |
| 2015 | Посіпаки                | Озвучення художнього фільму                                                      | Джон Гамм                                                     | Номінація    |
| 2015 | Посіпаки                | Озвучення художнього фільму                                                      | П'єр Коффін                                                   | Номінація    |
| 2015 | Посіпаки                | Видатні досягнення у розробці художніх постановок в анімаційному кіновиробництві | Ерік Гіллон                                                   | Номінація    |
| 2015 | Посіпаки                | Дизайн персонажа анімаційного фільму                                             | Ерік Гіллон                                                   | Номінація    |
| 2015 | Посіпаки                | Видатні досягнення у розробці анімації персонажів в анімаційному кіновиробництві | Гічем Арфаї                                                   | Номінація    |
| 2015 | Посіпаки                | Кадрування анімаційного повнометражного фільму                                   | Хабіб Луаті                                                   | Номінація    |
| 2016 | Секрети домашніх тварин | Дизайн персонажа анімаційного повнометражного фільму                             | Ерік Гіллон                                                   | Номінація    |
| 2016 | Секрети домашніх тварин | Музика до анімаційного повнометражного фільму                                    | Александр Деспла                                              | Номінація    |
| 2016 | Співай                  | Музика до анімаційного повнометражного фільму                                    | Джобі Талбот                                                  | Номінація    |
| 2017 | Нікчемний я 3           | Найкращий анімаційний повнометражний фільм                                       | Кріс Меледандрей і Джанет Гейлі                               | Номінація    |
| 2017 | Нікчемний я 3           | Анімаційні ефекти в анімаційному виробництві                                     | Бруно Шофард, Френк Барадат, Ніколас Брек і Міло Ріккаренд    | Номінація    |
| 2017 | Нікчемний я 3           | Дизайн персонажа анімаційного художнього фільму                                  | Ерік Гіллон                                                   | Номінація    |
| 2018 | Грінч                   | Музика до анімаційного повнометражного фільму                                    | Денні Ельфман іTyler, The Creator                             | В очікуванні |
| 2018 | Грінч                   | Кадрування анімаційного художнього фільму                                        | Хабіб Луаті                                                   | В очікуванні |
| 2018 | Грінч                   | Редакція в анімаційному виробництві                                              | Кріс Картаґена                                                | В очікуванні |

### Премія BAFTA
| Рік  | Фільм         | Категорія                | Переможець/Номінації     | Результат |
| ---- | ------------- | ------------------------ | ------------------------ | --------- |
| 2010 | Нікчемний я   | Кращий анімаційний фільм | Кріс Ренод іП'єр Коффін  | Номінація |
| 2013 | Нікчемний я 2 | Кращий анімаційний фільм | Кріс Ренод іП'єр Коффін  | Номінація |
| 2015 | Посіпаки      | Кращий анімаційний фільм | П'єр Коффін і Кайл Балда | Номінація |

### Кінопремія «Вибір критиків»
| Рік  | Фільм         | Категорія                | Переможець/Номінації      | Результат    |
| ---- | ------------- | ------------------------ | ------------------------- | ------------ |
| 2010 | Нікчемний я   | Кращий анімаційний фільм | Кріс Ренод і П'єр Коффін  | Номінація    |
| 2013 | Нікчемний я 2 | Кращий анімаційний фільм | Кріс Ренод і П'єр Коффін  | Номінація    |
| 2013 | Нікчемний я 2 | Краща пісня до фільму    | «Happy» — Фаррелл Вільямс | Номінація    |
| 2017 | Нікчемний я 3 | Кращий анімаційний фільм | П'єр Коффін і Кайл Балда  | Номінація    |
| 2018 | Грінч         | Кращий анімаційний фільм | Скот Мосіер і Ярроу Чейні | В очікуванні |

### Kids’ Choice Awards
| Рік  | Фільм                   | Категорія                           | Переможець/Номінації | Результат |
| ---- | ----------------------- | ----------------------------------- | -------------------- | --------- |
| 2010 | Нікчемний я             | Улюблений анімаційний фільм         |                      | Перемога  |
| 2010 | Нікчемний я             | Улюблений копняк                    | Стів Керелл          | Номінація |
| 2012 | Лоракс                  | Улюблений голос анімаційного фільму | Тейлор Свіфт         | Номінація |
| 2013 | Нікчемний я 2           | Улюблений анімаційний фільм         |                      | Номінація |
| 2013 | Нікчемний я 2           | Улюблений голос анімаційного фільму | Стів Керелл          | Номінація |
| 2013 | Нікчемний я 2           | Улюблений голос анімаційного фільму | Міранда Косгроув     | Перемога  |
| 2015 | Посіпаки                | Улюблений анімаційний фільм         |                      | Номінація |
| 2015 | Посіпаки                | Улюблений голос анімаційного фільму | Сандра Буллок        | Номінація |
| 2016 | Секрети домашніх тварин | Улюблений анімаційний фільм         |                      | Номінація |
| 2016 | Секрети домашніх тварин | Улюблений голос анімаційного фільму | Кевін Гарт           | Номінація |
| 2016 | Секрети домашніх тварин | Улюблений лиходій                   | Кевін Гарт           | Перемога  |
| 2016 | Секрети домашніх тварин | Найбажаніший улюбленець             | Кевін Гарт           | Перемога  |
| 2016 | Співай                  | Улюблений анімаційний фільм         |                      | Номінація |
| 2016 | Співай                  | Улюблений голос анімаційного фільму | Різ Візерспун        | Номінація |
| 2016 | Співай                  | Найбажаніший улюбленець             | Різ Візерспун        | Номінація |
| 2017 | Нікчемний я 3           | Улюблений анімаційний фільм         |                      | Номінація |

### Премія Гільдії продюсерів США
| Рік  | Фільм                   | Категорія                                                | Переможець/Номінації                        | Результат |
| ---- | ----------------------- | -------------------------------------------------------- | ------------------------------------------- | --------- |
| 2010 | Нікчемний я             | Видатне продюсування анімаційної театралізованої стрічки | Кріс Меледандрей, Джанет Гейлі і Джон Коген | Номінація |
| 2013 | Нікчемний я 2           | Видатне продюсування анімаційної театралізованої стрічки | Кріс Меледандрей і Джанет Гейлі             | Номінація |
| 2015 | Посіпаки                | Видатне продюсування анімаційної театралізованої стрічки | Кріс Меледандрей і Джанет Гейлі             | Номінація |
| 2016 | Секрети домашніх тварин | Видатне продюсування анімаційної театралізованої стрічки | Кріс Меледандрей і Джанет Гейлі             | Номінація |
| 2017 | Нікчемний я 3           | Видатне продюсування анімаційної театралізованої стрічки | Кріс Меледандрей і Джанет Гейлі             | Номінація |